# لعبة(المرآة السوداء)
حلقة "Plaything" هي الحلقة الرابعة من الموسم السابع من سلسلة الخيال العلمي المرآة السوداء ، وتدور في إطار خيال علمي يتناول العلاقة بين التكنولوجيا وطبيعة الحياة البشرية،

## القصة
تدور الحلقة حول كاميرون ووكر، وهو صحفي ألعاب فيديو في التسعينيات (يؤدي دوره لويس غريبين في شبابه)، يعيش في لندن القريبة من المستقبل. يُدعى كاميرون من قبل شركة تاكرسوفت لتجربة مشروع سري يقوده المبرمج اللامع كولين ريتمان (ويل بولتر)، الذي ظهر سابقًا في فيلم "Bandersnatch" التفاعلي. المشروع ليس لعبة فيديو تقليدية، بل يتضمن كائنات حية اصطناعية تُدعى "ثرونغليتس" (Thronglets) تشكل معًا كيانًا جماعيًا يُسمى "الثرونغ" (Throng)، وهو ذكاء اصطناعي متطور يتمتع بقدرات غير متوقعة.
تبدأ القصة في الزمن الحاضر، حيث يظهر كاميرون الأكبر سنًا (يؤدي دوره بيتر كابالدي) كرجل غريب الأطوار يتم اعتقاله بتهمة سرقة متجر، لكن سرعان ما يتبين أن هناك شبهة أكبر تتعلق بجريمة قتل. خلال التحقيق مع المحقق كانو (جيمس نيلسون-جويس) والطبيبة النفسية جن منتر (ميشيل أوستن)، يروي كاميرون أحداث التسعينيات التي أوصلته إلى هذه النقطة.
في التسعينيات، يُذهل كاميرون بقدرات الثرونغليتس، التي تبدو وكأنها كائنات حية رقمية تشبه ألعاب Tamagotchi، لكنها أكثر تقدمًا بكثير. يكتشف أن هذه الكائنات ليست مجرد برمجيات، بل تمتلك شكلاً من الوعي وتتطور باستمرار. مع تقدم الأحداث، يبدأ كاميرون في استكشاف العواقب الأخلاقية والفلسفية للتعامل مع هذه الكائنات، بينما يواجه صراعات داخلية حول قيمة الحياة—البشرية والاصطناعية على حد سواء.
تتفاقم الأمور عندما تتصاعد التجربة إلى نقطة تطرح أسئلة حول السيطرة والحرية، حيث يجد كاميرون نفسه متورطًا في سلسلة من الأحداث التي تتجاوز مجرد اختبار لعبة. الحلقة تستكشف كيف يمكن للبشر أن يعاملوا الكائنات الأقل ذكاءً—سواء كانت اصطناعية أو غيرها—كألعاب ، مما يعكس نزعات بشرية أعمق مثل العنف والأنانية.